# Antiguraleus stellatomoides
Antiguraleus stellatomoides é uma espécie de gastrópode do gênero Antiguraleus, pertencente a família Mangeliidae.